# Gorbio
Gorbio (Occitaans: Gòrbs) is een gemeente in het Franse departement Alpes-Maritimes (regio Provence-Alpes-Côte d'Azur). De plaats maakt deel uit van het arrondissement Nice. Gorbio telde op 1 januari 2022 1.568 inwoners. 

## Geografie
De oppervlakte van Gorbio bedraagt 7,02 vierkante kilometer; Op 1 januari 2022 was de bevolkingsdichtheid 223,4 inwoners per km².

De onderstaande kaart toont de ligging van Gorbio met de belangrijkste infrastructuur en aangrenzende gemeenten.

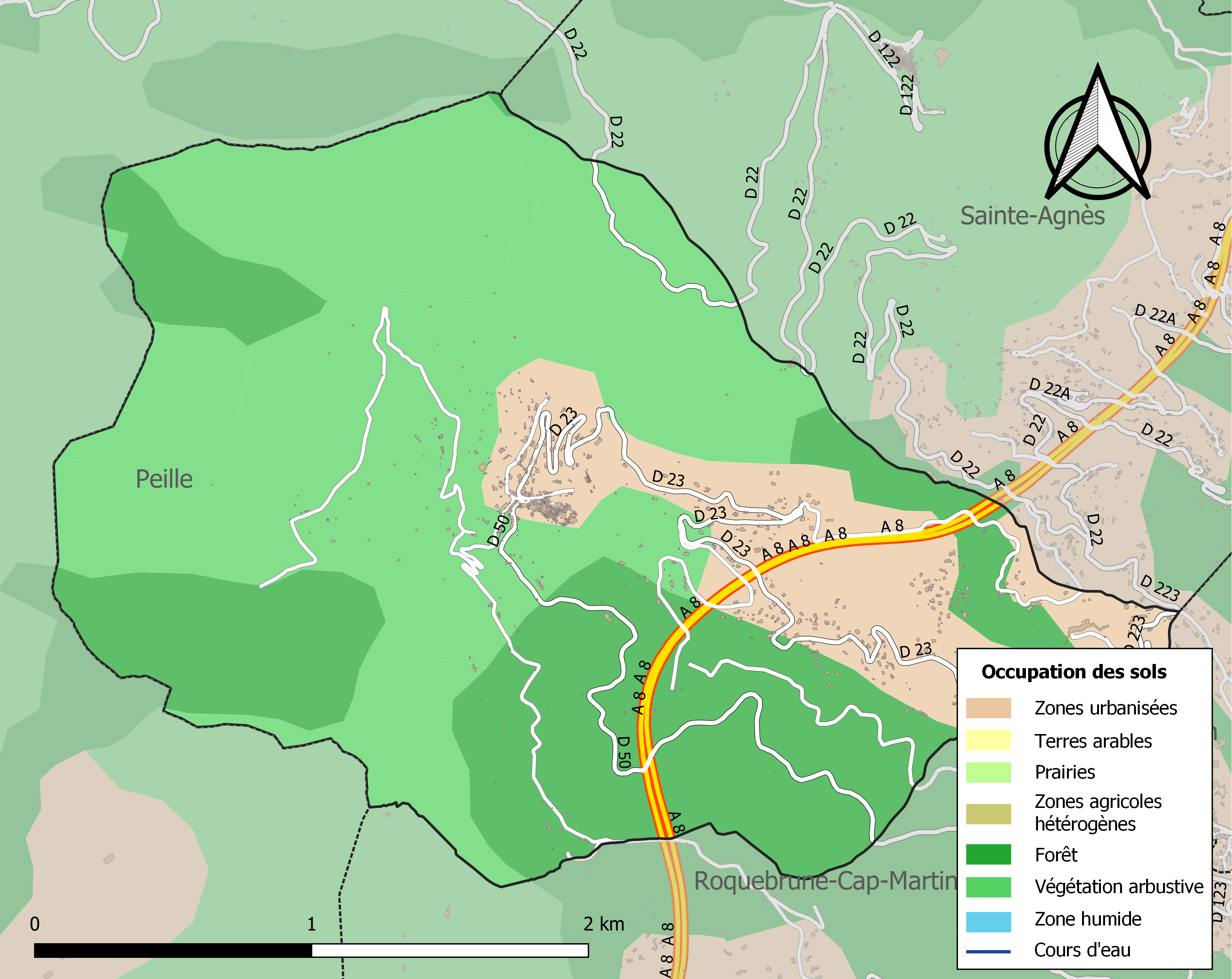

## Demografie
Onderstaande figuur toont het verloop van het inwonertal.
Vanwege een beveiligingsprobleem met de MediaWiki Graph-software is het momenteel niet mogelijk deze grafiek weer te geven. Zodra de software is bijgewerkt zal de grafiek vanzelf weer zichtbaar worden.

## Afbeeldingen

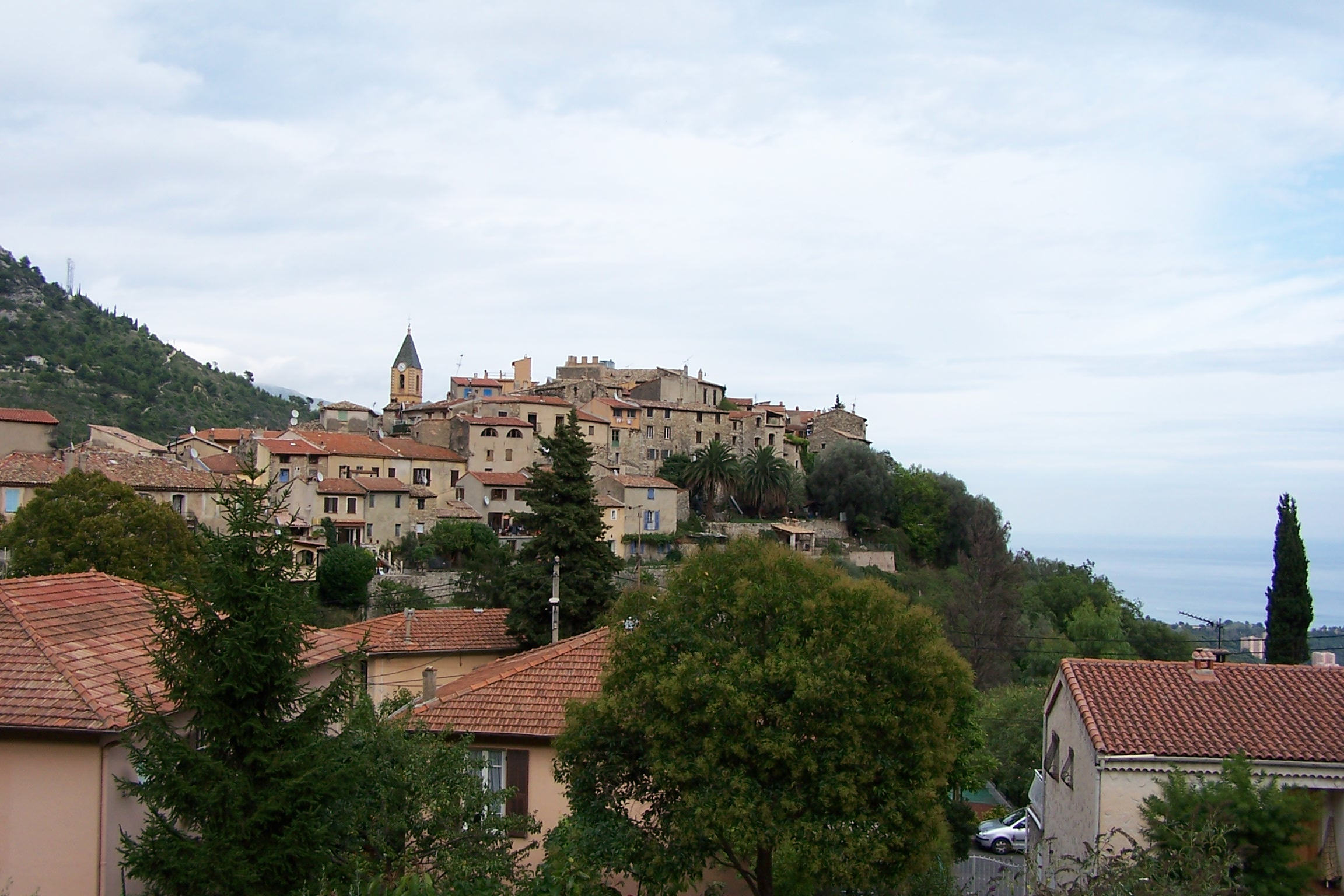
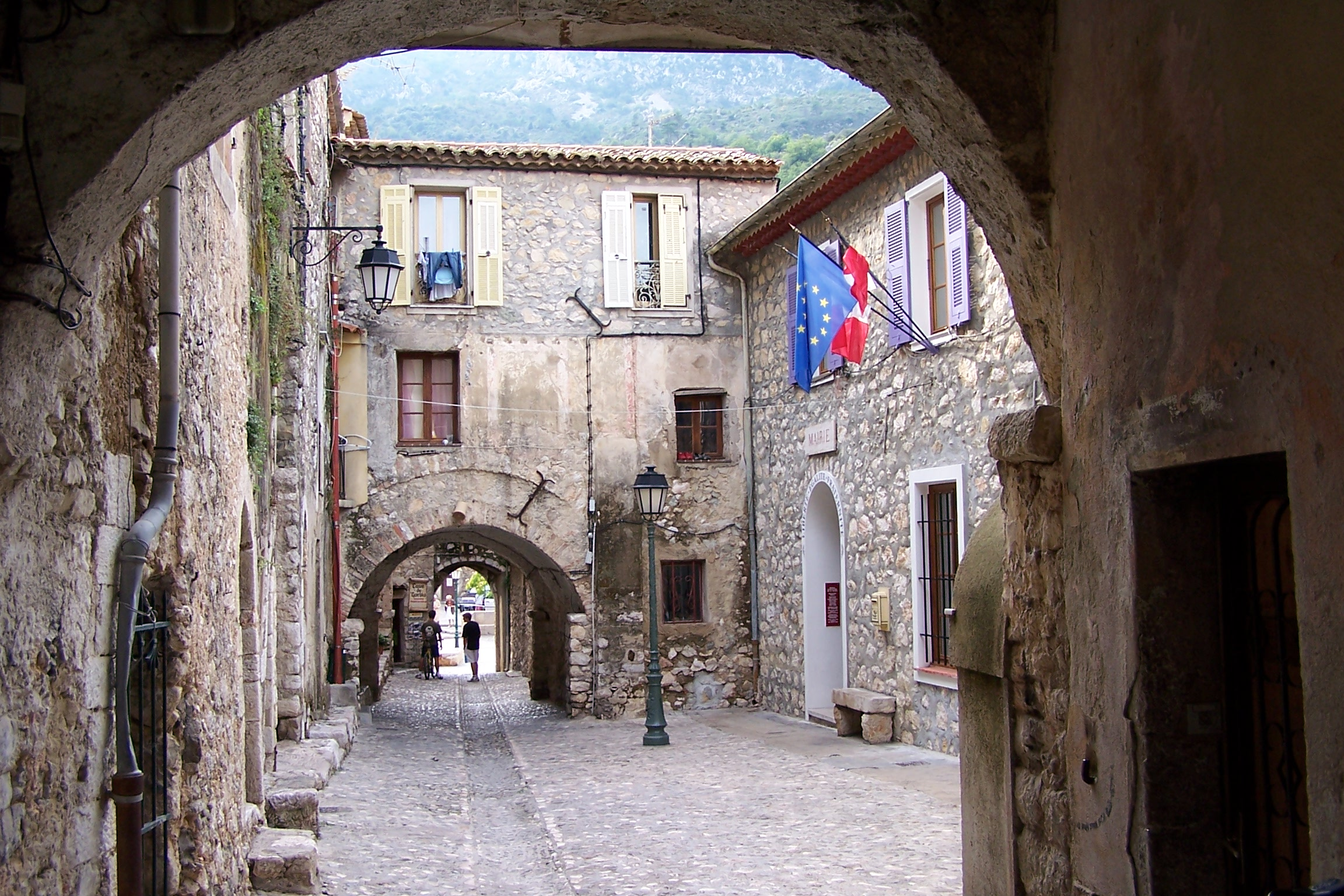
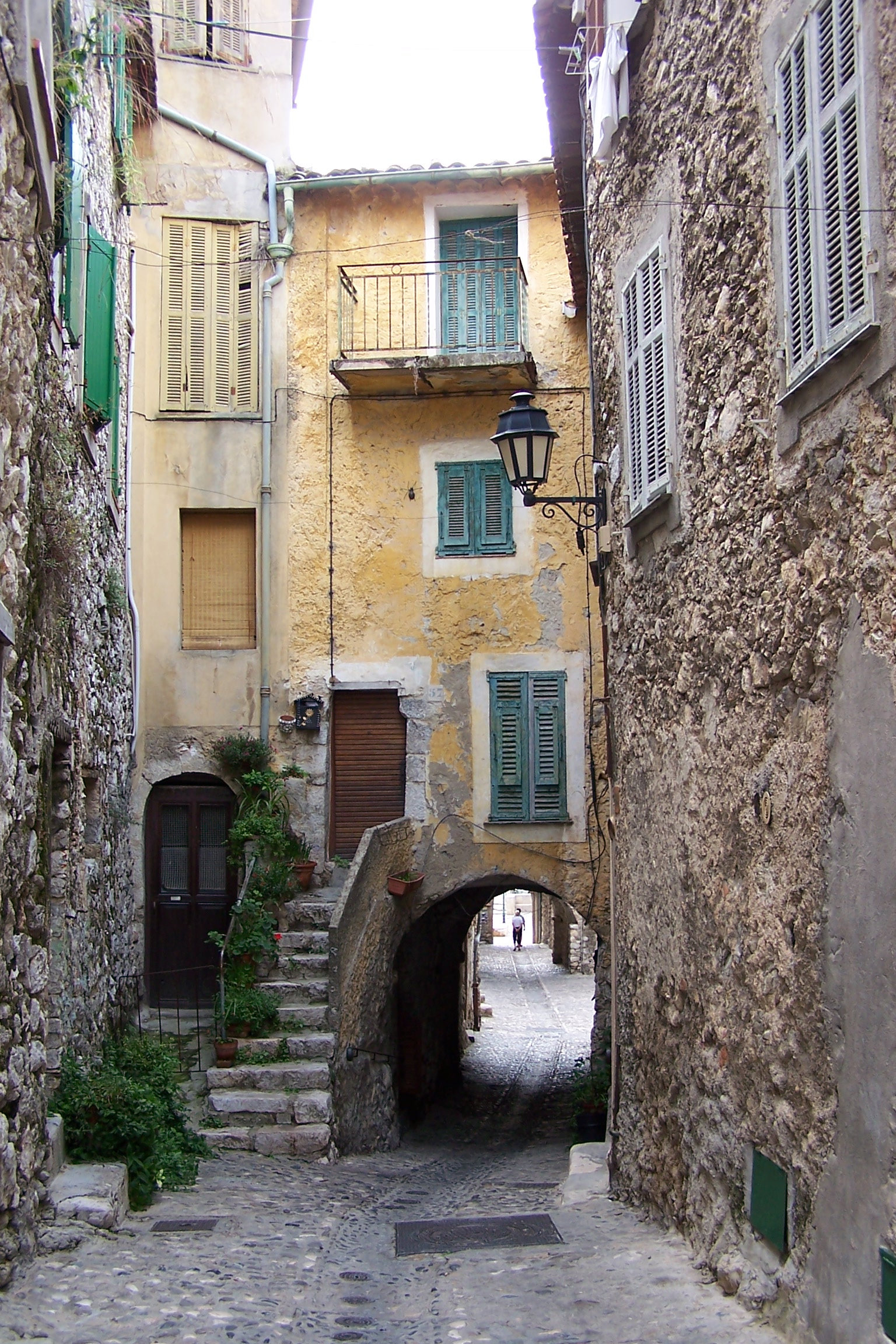
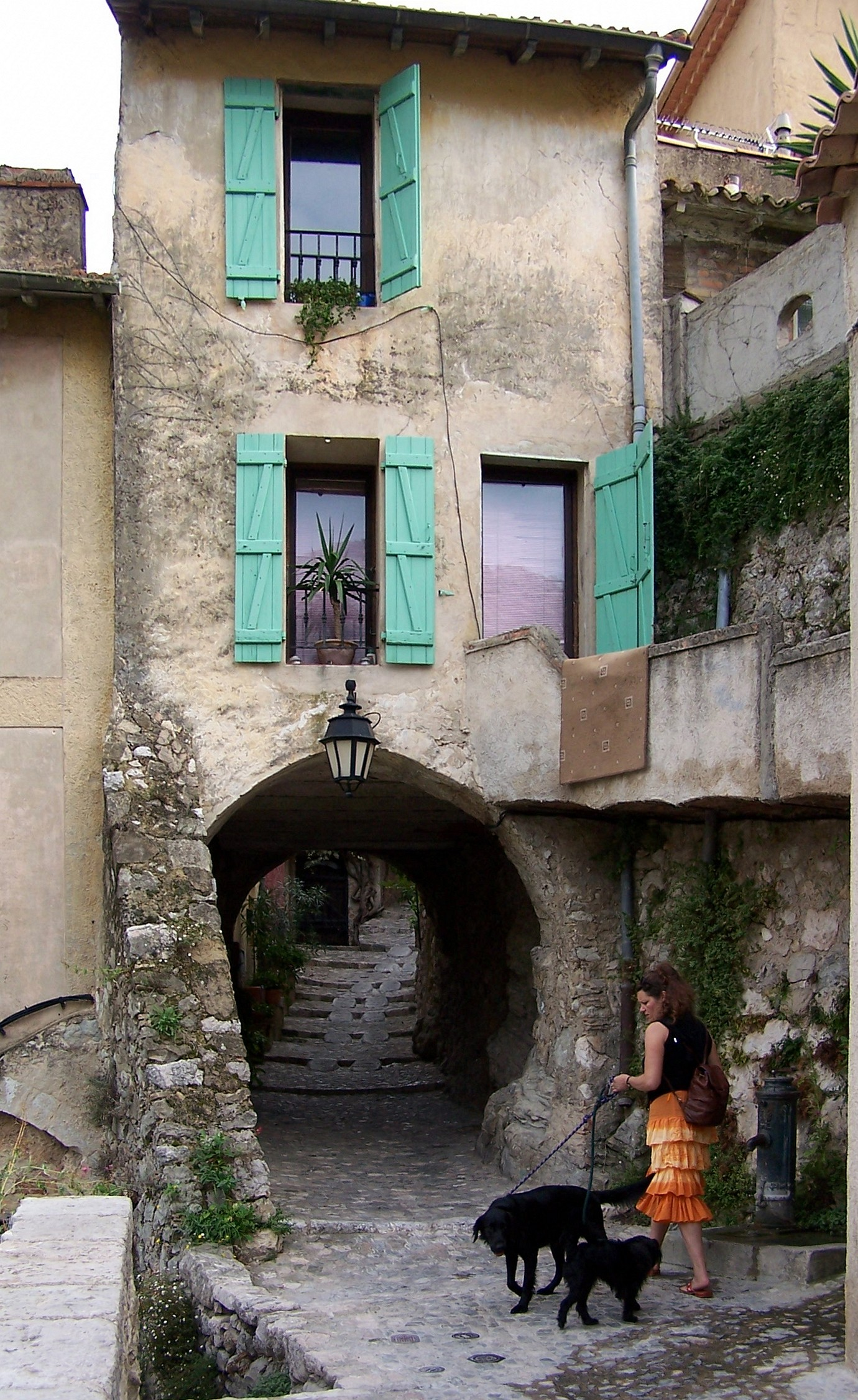

Castellar · Castillon · Gorbio · Menton · Roquebrune-Cap-Martin · Sainte-Agnès